# 27 dakarguli kotsna
27 dakarguli kotsna (bra Os 27 Beijos Perdidos) é um filme britano-franco-germano-georgiano de 2000, do gênero comédia romântico-dramática, dirigido por Nana Djordjadze.
Foi selecionado como representante da Geórgia à edição do Oscar 2001, organizada pela Academia de Artes e Ciências Cinematográficas.[carece de fontes?]

## Elenco
- Nutsa Kukhianidze
- Yevgeni Sidikhin
- Shalva Iashvili
- Pierre Richard
- Amaliya Mordvinova